# Bamse och dunderklockan
Bamse och dunderklockan är en svensk animerad barnfilm som hade premiär 21 december 2018. Filmen regisserades av Christian Ryltenius och för manus svarade Tomas Tivemark och Fabian Nordlander.

## Handling
I en brand på Farmors vind, orsakad av några av Vargkusinerna, brinner Farmors förråd av Dunderklockor upp. Dunderklockor är en avgörande ingrediens i Bamses dunderhonung. Lille Skutt och Skalman måste bege sig ut på jakt efter de åtråvärda dunderklockarna. Bamse måste trots att han inte har någon dunderhonung och därmed inga superkrafter stanna kvar för att förhindra att brott ska begås.

## Rollista
- Tomas Bolme – berättare
- Peter Haber – Bamse
- Morgan Alling – Lille Skutt
- Steve Kratz – Skalman
- Rolf Lydahl – Reinard Räv
- Ia Langhammer – Farmor
- Bianca Kronlöf – Mickelina Räv
- Maria Bolme – Brummelisa
- Katharina Cohen – Busan
- Cecilia Frode – Bufflan
- Tea Stjärne – Nalle-Maja
- Andreas Rothlin Svensson – Kubbe Varg
- Leif Andrée – Knocke och Smocke
- Emma Peters – Nina Kanin
- Ann Petrén – borgmästaren